# William Carruthers

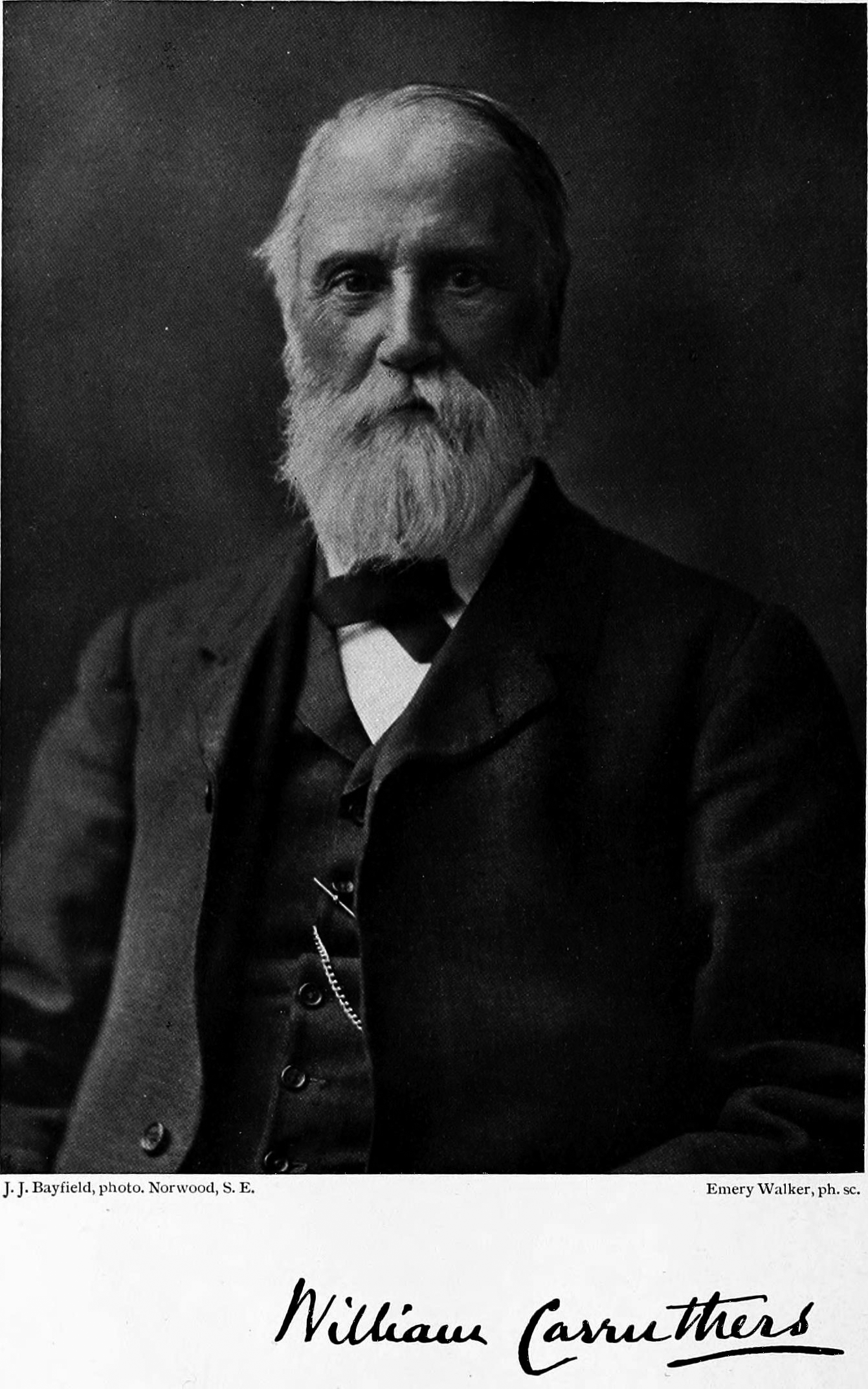
William Carruthers, Foto von Emery Walker (ca. 1909)

William Carruthers (* 29. Mai 1830 in Moffat, Dumfriesshire; † 2. Juni 1922 in Norwood, Surrey) war ein britischer Botaniker mit Schwerpunkt auf Paläobiologie. Sein offizielles botanisches Autorenkürzel lautet „Carruth.“.

## Leben und Wirken
Carruthers war ein Sohn von Samuel Carruthers (1799–1888) und dessen Frau Elizabeth McLean († 1875). Er wurde zunächst an der Moffat Academy ausgebildet. 1845 begann er an der University of Edinburgh zu studieren. 1854 setzte Carruthers sein Studium am New College fort, um presbyterianischer Geistlicher zu werden. Auf den Rat von John Fleming wandte er sich den Naturwissenschaften zu. Zu seinen Lehrern gehörten John Hutton Balfour, George James Allman und John Goodsir. Carruthers lehrte für kurze Zeit Botanik am New Veterinary College in Edinburgh. Anschließend war er stellvertretender Sekretär der Royal Society of Edinburgh. Während dieser Tätigkeit lernte er Robert Chambers kennen. Für die erste Auflage der Chambers’s Encyclopaedia (1859–1868) verfasste Carruthers geologische Artikel. Sein erster wissenschaftlicher Artikel über Graptolithen erschien 1859. Im August 1859 wurde er durch Vermittlung von Balfour Assistent von John Joseph Bennett (1801–1876), der die botanische Abteilung des British Museum leitete. Als Bennett 1871 in den Ruhestand ging, übernahm Carruthers dessen Posten.
1865 heiratete er Jeanie Moffat, eine Tochter des Edinburgher Architekten William Moffat. Mit ihr hatte er zwei Söhne und eine Tochter.

## Ehrungen
Im Dezember 1858 wurde Carruthers Mitglied der Botanical Society of Edinburgh. Am 7. Februar 1861 wurde er Mitglied der Linnean Society of London. Carruthers war mehrfach deren Vizepräsident und von 1886 bis 1890 Präsident. Am 4. Dezember 1867 wurde er in die Geological Society of London aufgenommen. 1870 wurde Carruthers Ehrenmitglied der Geologists’ Association und war 1875 sowie 1876 ihr Präsident. Am 8. Juni 1871 wurde Carruthers als Mitglied („Fellow“) in die Royal Society gewählt. 1880 wurde er Mitglied der Royal Microscopical Society, deren Präsident der 1900 und 1901 war. 1886, beim 56. Treffen der British Association for the Advancement of Science in Birmingham, war er Präsident der biologischen Sektion (Sektion D).
Die Pflanzengattungen Carruthersia Seem. (1866) der Familie der Hundsgiftgewächse (Apocynaceae) und Carruthia Kuntze (1891) der Familie der Mahagonigewächse (Meliaceae) sind nach Carruthers benannt.

## Schriften (Auswahl)
- Diatomaceae. In: John Edward Gray: Handbook of British water-weeds, or Algae. R. Hardwicke, London 1864 (Digitalisat).
- Unknown Mongolia. A record of travel and exploration in north-west Mongolia and Dzungaria. 2. Auflage, Hutchinson, London 1914 (doi:10.5962/bhl.title.28299) – mit Jack Humphrey Miller.

Zeitschriftenbeiträge
- Dumfriesshire graptolites, with descriptions of three new species. In: Proceedings of the Royal physical Society of Edinburgh. Band 1, 1859, S. 466–470 (Digitalisat).
- On some species of Oaks from Northern China, collected by W. F. Daniell, Esq., M.D., F.L.S. In: Journal of the proceedings of the Linnean Society. Botany. Band 6, 1862, S. 32–33 (Digitalisat).
- On Araucarian cones from the secondary beds of Britain. In: The Geological magazine or, Monthly journal of geology. Band 3, Nr. 24, 1866, S. 249–252 (Digitalisat).
- Graptolites: Their Structure & Systematic Position. In: The Intellectual observer. Review of natural history, microscopic research, and recreative science. Band 11, 1867, S. 283–292 (Digitalisat).
- Graptolites: Their Structure & Systematic Position – Part II. In: The Intellectual observer. Review of natural history, microscopic research, and recreative science. Band 11, 1867, S. 365–374 (Digitalisat).
- Note on the Systematic Position of Graptolites, and on their supposed Ovarian Vesicles. In: The Geological magazine or, Monthly journal of geology. Band 4, Nr. 32, 1867, S. 70–72 (Digitalisat).
- On gymnospermatous fruits from the secondary rocks of Britain. In: Journal of botany, British and Foreign. Band 5, Nr. 1, 1867, S. 1–21 (Digitalisat).
- British fossil Pandaneae. In: The Geological magazine or, Monthly journal of geology. Band 5, Nr. 4, 1868, S. 153–156 (Digitalisat).
- On some undescribed coniferous fruits from the secondary rocks of Britain. In: The Geological magazine or, Monthly journal of geology. Band 6, Nr. 1, 1869, S. 1–7 (Digitalisat).
- On the structure and affinities of Sigillaria and allied genera. In: Quarterly Journal of the Geological Society of London. Band 25, 1869, S. 248–254 (Digitalisat).
- On Beania, a new genus of Cycadean fruit, from the Yorkshire Oolites. In: The Geological magazine or, Monthly journal of geology. Band 6, Nr. 3, 1869, S. 97–99 (Digitalisat).
- On the structure of the stems of the arborescent Lycopodiaceae of the Coal measures. In: Monthly microscopical Journal. Band 2, 1869, S. 177–181 (Digitalisat).
- On the structure of the stems of the arborescent Lycopodiaceae of the Coal measures (Ulodendron minus, Lindl. and Hutt). In: Monthly microscopical Journal. Band 2, 1869, S. 225–227 (Digitalisat).
- On the structure of the stems of the arborescent Lycopodiaceae of the Coal measures. On the Nature of the Scars in the Stems of Ulodendron, Bothrodendron, and Megaphytum; with a Synopsis of the Species found in Britain. In: Monthly microscopical Journal. Band 3, 1870, S. 144–154 (Digitalisat).
- On the structure of the stems of the arborescent Lycopodiaceae of the Coal measures. On a Leaf-bearing Branch of a Species of Lepidodendron. In: Monthly microscopical Journal. Band 7, 1872, S. 50–54 (Digitalisat).
- The cryptogamic forests of the Coal Period. In: The Geological magazine or, Monthly journal of geology. Band 6, Nr. 7, 1869, S. 289–300 (Digitalisat).
- On fossil Cycadean stems from the secondary rocks of Britain. In: Transactions of the Linnean Society of London. Band 26, Nr. 4, 1870, S. 675–708 (Digitalisat).
- On the petrified forest near Cairo. In: The Geological magazine or, Monthly journal of geology. Band 7, 1870, S. 306–310 (Digitalisat).
- On the structure of a fern-stem from the Lower Eocene of Herne Bay, and its allies, recent and fossil. In: Quarterly Journal of the Geological Society of London. Band 26, 1870, S. 349–354 (Digitalisat).
- On some supposed vegetable fossils. In: Quarterly Journal of the Geological Society of London. Band 27, 1871, S. 443–448 (Digitalisat).
- On two undescribed coniferous fruits from the secondary rocks of Britain. In: The Geological magazine or, Monthly journal of geology. Band 8, 1871, S. 540–544 (Digitalisat).
- Notes on some fossil plants. In: The Geological magazine or, Monthly journal of geology. Band 9, Nr. 2, 1872, S. 49–59 (Digitalisat).
- Notes on fossil plants from Queensland, Australia. In: Quarterly Journal of the Geological Society of London. Band 28, 1872, S. 350–360 (Digitalisat).
- On the history, histological structure, and affinities of Nematophycus Logani, Carr. (Prototaxites Logani Dawson). In: Monthly microscopical Journal. Band 8, 1872, S. 160–172 (Digitalisat).
- On Halonia of Lindley and Hutton and Cyclocladia of Goldenberg. In: The Geological magazine or, Monthly journal of geology. Band 10, Nr. 4, 1873, S. 145–152 (Digitalisat).
- On some Lycopodiaceous plants from the old red sandstone of the North of Scotland. In: Journal of botany, British and Foreign. Band 11, 1873, S. 321–327 (Digitalisat).
- Address at the opening of the session 1875–76: November 5th, 1875. In: Proceedings of the Geologists’ Association. Band 5, Nr. 1, 1878, S. 1–16 (Digitalisat).
- Address at the opening of the session 1876–77: November 3rd, 1876. In: Proceedings of the Geologists’ Association. Band 5, Nr. 1, 1878, S. 17–35 (Digitalisat).
- [Address delivered at the anniversary meeting of the Linnean Society of London on the 24th May 1889.] In: Proceedings of the Linnean Society of London 1888/1889. 1890, S. 12–31 (Digitalisat).
- The President’s Address: On the Life and Work of Nehemiah Grew. In: Journal of the Royal Microscopical Society. Band 22, Nr. 2, 1902, S. 129–141 (Digitalisat).
- Amendments to the Paris Code of botanical Nomenclature suggested for consideration of the Vienna Congress of 1905 by the botanists of the British Museum, and others. In: Journal of botany, British and Foreign. Band 42, 1904, S. 227–233 (Digitalisat) – als Mitautor.
- On the Original Portraits of Linnaeus. In: Proceedings of the Linnean Society of London 1905/1906. Band 118, 1906, S. 59–69 (Digitalisat).
- The Botanist’s Work, 1871–1909. In: Journal of the Royal Agricultural Society. Band 70, 1909, S. 5–12 (Digitalisat).